# Джифуни, Гаэтано
Гаэтано Джифуни (итал. Gaetano Gifuni; 25 июня 1932, Лучера, провинция Фоджа, Апулия — 18 августа 2018, Рим) — итальянский политик.

## Биография
Родился 25 июня 1932 года в Лучере (Лацио), сын адвоката и историка Джамбаттиста Джифуни (отец работал в Лучере директором коммунальной библиотеки имени Руджеро Бонги, и в 2008 году город провёл мемориальную церемонию в честь тридцатой годовщины его смерти).
В 1954 году Гаэтано Джифуни окончил Римский университет, 1959 году победил в конкурсе и зачислен в штат Сената Италии, работал в секретариате парламентской комиссии по расследованию причин катастрофы на водохранилище Вайонт (вследствие оползня там в 1963 году погибли почти 2000 человек), а 26 июня 1975 года стал генеральным секретарём аппарата председателя Сената.
С 18 апреля по 27 июля 1987 года занимал кресло министра по связям с парламентом в шестом правительстве Фанфани.
28 мая 1992 года назначен генеральным секретарём администрации президента Италии. 15 мая 2006 года вновь избранный президент Джорджо Наполитано своим указом назначил генеральным секретарём администрации президента Донато Марра (указом от 11 мая Гаэтано Джифуни было присвоено звание почётного генерального секретаря).
23 апреля 2013 года Джифуни был приговорён к одному году и пяти месяцам заключения с отсрочкой исполнения приговора по обвинению в присвоении государственного имущества и злоупотреблении служебным положением (суд решил, что, будучи генеральным секретарём администрации президента, Джифуни присвоил часть мебели из летней резиденции главы государства Кастельпорциано, а также материалов, предназначенных для столярной мастерской резиденции). Одновременно сотрудник управления резиденции, ответственный за её сады, племянник Гаэтано Джифуни — Луиджи Триподи — по аналогичным обвинениям был приговорён к четырём с половиной годам заключения (при этом с него было снято обвинение в присвоении 4 млн евро в период с 2002 по 2008 год).
Скончался 18 августа 2018 года в Риме.

## Семья
16 июля 1966 года у Гаэтано Джифуни родился сын Фабрицио. В 1992 году он окончил Национальную академию драматического искусства Сильвио Д'Амико и стал актёром, работает в кино. В 2001 году снялся в одной из ролей второго плана в фильме Ридли Скотта «Ганнибал».

## Награды
- Кавалер Большого Креста ордена «За заслуги перед Итальянской Республикой» (5 ноября 1975 года)[10].
- Почётный член Ордена «На благо Республики» (Мальта) — 28 декабря 1995[11]
- Кавалер Большого Креста ордена Изабеллы Католической (Испания) — 24 июня 1996[12]
- Орден князя Ярослава Мудрого II степени (Украина) — 30 октября 1997
- Великий командор ордена Лояльности Короне Малайзии (Малайзия) — 2003[13]
- Медаль Восточной Республики Уругвай (Уругвай) — 9 октября 2003[14]
- Кавалер Большого креста Ордена Инфанта дона Энрики (Португалия) — 31 января 2005
- Великий офицер ордена Трёх звёзд (Латвия) — 21 июня 2005[15]